# Света Параскева (Платамонас)
Вижте пояснителната страница за други значения на Света Параскева.
„Света Параскева“ (на гръцки: Aγίας Παρασκευής) е православна църква в село Платамонас, Егейска Македония, Гърция, част от Китроската, Катеринска и Платамонска епархия.
Църквата е разположена в Платамонската крепост и е единствената запазена от петте църкви на средновековната крепост, като останалите са в развалини. По време на османското владичество е обърната в джамия, а след като Платамонас попада в Гърция след Балканските войни в 1912 – 1913 година, отново е превърната в църква.